# Rohan Wight
Rohan Wight (ur. 30 stycznia 1997 w Adelaide) – australijski kolarz torowy i szosowy, złoty medalista torowych mistrzostw świata.

## Kariera
Pierwszy sukces w karierze osiągnął w 2014 roku, kiedy zdobył brązowy medal w indywidualnej jeździe na czas podczas kolarskich mistrzostw Oceanii w Toowoombie. Na rozgrywanych rok później torowych mistrzostwach świata juniorów w Astanie między innymi zwyciężył w madisonie i drużynowym wyścigu na dochodzenie. Na mistrzostwach świata w Hongkongu w 2017 roku wspólnie z kolegami zdobył złoty medal w drużynowym wyścigu na dochodzenie.